# Григорьев, Николай Иванович (Герой Социалистического Труда)
Николай Иванович Григорьев (16 сентября 1925, д. Соколово, Новгородская область, СССР — 24 февраля 2004, Тюмень) — советский геолог, Герой Социалистического Труда. Первооткрыватель Губкинского месторождения (1965).

## Биография
Родился 16 сентября 1925 года в деревне Соколово Валдайского уезда Новгородской губернии (ныне Валдайского района Новгородской области).
Окончил 6 классов школы, но окончить её не успел из-за начавшейся войны. Воевал под Ленинградом на Синявинских высотах, был разведчиком. Трижды ранен, последняя рана сделала его инвалидом I степени: пуля прошла сквозь голову у самого правого глаза.
Два года находился на излечении. В 1947 году записался в Валдайскую нефтеразведочную экспедицию, скрыв свою инвалидность.
В 1948—1952 годах — помощник бурильщика, бурильщик, буровой мастер Тюменской геологоразведочной экспедиции; в 1952—1955 годах — буровой мастер Южно-Челябинской нефтеразведки; в 1955—1965 годах — буровой мастер Берёзовской, Ханты-Мансийской, Тюменской, Правдинской, Тарко-Салинской геологических экспедиций.
В 1955 году окончил трёхмесячные курсы буровых мастеров в г. Минусинске Красноярского края.
За 14 лет работы буровым мастером пробурил 73 скважины, из которых 49 дали нефть и газ. На его счету 128 тысяч метров проходки. Возглавляя буровую бригаду, непосредственно участвовал в открытии и разведке Деминского, Северо-Алясовского, Чуэльского, Южно-Алясовского газовых, Каменного и Правдинского нефтяных месторождений.
В 1960 году бригада Н. И. Григорьева пробурила самую глубокую по тому времени Фроловскую скважину (3407 м). Под его руководством была пробурена первая оценочная скважина на Губкинском (Пурпейском) месторождении газа.
В 1965—1968 годах — начальник противоаварийной партии Тюменской, Тазовской, Тарко-Салинской комплексных геологоразведочных экспедиций. В подчинении у него было 140 человек, треть из которых — инженеры. Григорьевым было введено правило заниматься профилактикой стихийных аварий. И ни одного человека из своей команды Григорьев не потерял. Принимал непосредственное участие в ликвидации всех открытых фонтанов из скважин с недоступным устьем (провал устья с образованием кратера) на севере Тюменской области и Красноярского края (скважина № 101 — Губкинское месторождение, № 118 — Бованенковское месторождение, № 1 — Озерное месторождение и др.).
11 февраля 1965 года на скважине № 101 Пурпейской площади на глубине 773 метра произошёл выброс, перешедший в открытый газовый фонтан — крупнейший в истории нефтеразведки.

Вблизи открывалась совсем другая картина — огромное пламя вырывалось из кратера диаметром в шестьдесят-семьдесят метров, и поднималось вверх на добрую сотню метров. Отдельные его языки, отрываясь вместе с чёрными клубами дыма поднимались метров на 150—170… Шум фонтана был слышен за два километра. Дорогу к нему преграждала полоса воды — жар пламени растопил снег и полутораметровый лёд на реке. Фонтан был за бровкой берега, поднимавшегося на три-четыре метра над уровнем реки. Жар чувствовался метров за шестьсот, и, несмотря на тридцатиградусный мороз, прямо на глазах таял снег— Токарев В. Д., Лидов А. П. Эпоха Эрвье. — М.: Сибургео, 2009. — 366 с.

Памятник на могиле Н. И. Григорьева на Червишевском кладбище в Тюмени

Н. И. Григорьев сыграл в его ликвидации ключевую роль. 24 апреля его бригада начала бурение оценочной скважины для того, чтобы понять, на какой глубине располагается газовый горизонт. Затем забурили наклонную скважину. 29 июля всё было готово для задавки фонтана. 7 августа в скважину закачали 100 кубометров глинистого раствора цемента, но из-за последующей закачки воды он был вымыт, и фонтан пробудился, хотя и с меньшей силой. Посоветовавшись с Ю. Г. Эрвье, Григорьев распорядился закачать весь имеющейся буровой раствор в скважину, и только после этого фонтанирование прекратилось.
28 августа 1965 года Пурпейский газовый фонтан был ликвидирован.
Внёс десятки рационализаторских предложений, направленных на совершенствование техники и технологии бурения глубоких разведочных скважин.
Впервые пробурил наклонную скважину для тушения пожара, связанного с аварийным выбросом нефти и газа на скважине 101 в Тарко-Сале. Под его руководством внедрены натаскиватель компоновки противовыбросового оборудования на устье фонтанирующей скважины с дистанционным управлением; приспособление для принудительного спуска труб в фонтанирующую скважину; винтовой натаскиватель с дистанционным управлением; пакер-пробка; блок первичной дегазации и др.
В 1968—1986 годах — начальник Тюменской военизированной части по предупреждению возникновения и ликвидации открытых газовых и нефтяных фонтанов «Главтюменьгеологии».
Возглавляемая им в течение 25 лет военизированная часть успешно ликвидировала около 150 открытых (неуправляемых) газовых и нефтяных фонтанов, в том числе в Красноярском, Новосибирском, Оренбургском, Томском, Якутском геологических управлениях.
В 1986 году вышел на пенсию.
Умер 26 февраля 2004 года. Похоронен на Червишевском кладбище в Тюмени.

## Награды
- Два ордена Ленина (1963, 1968);

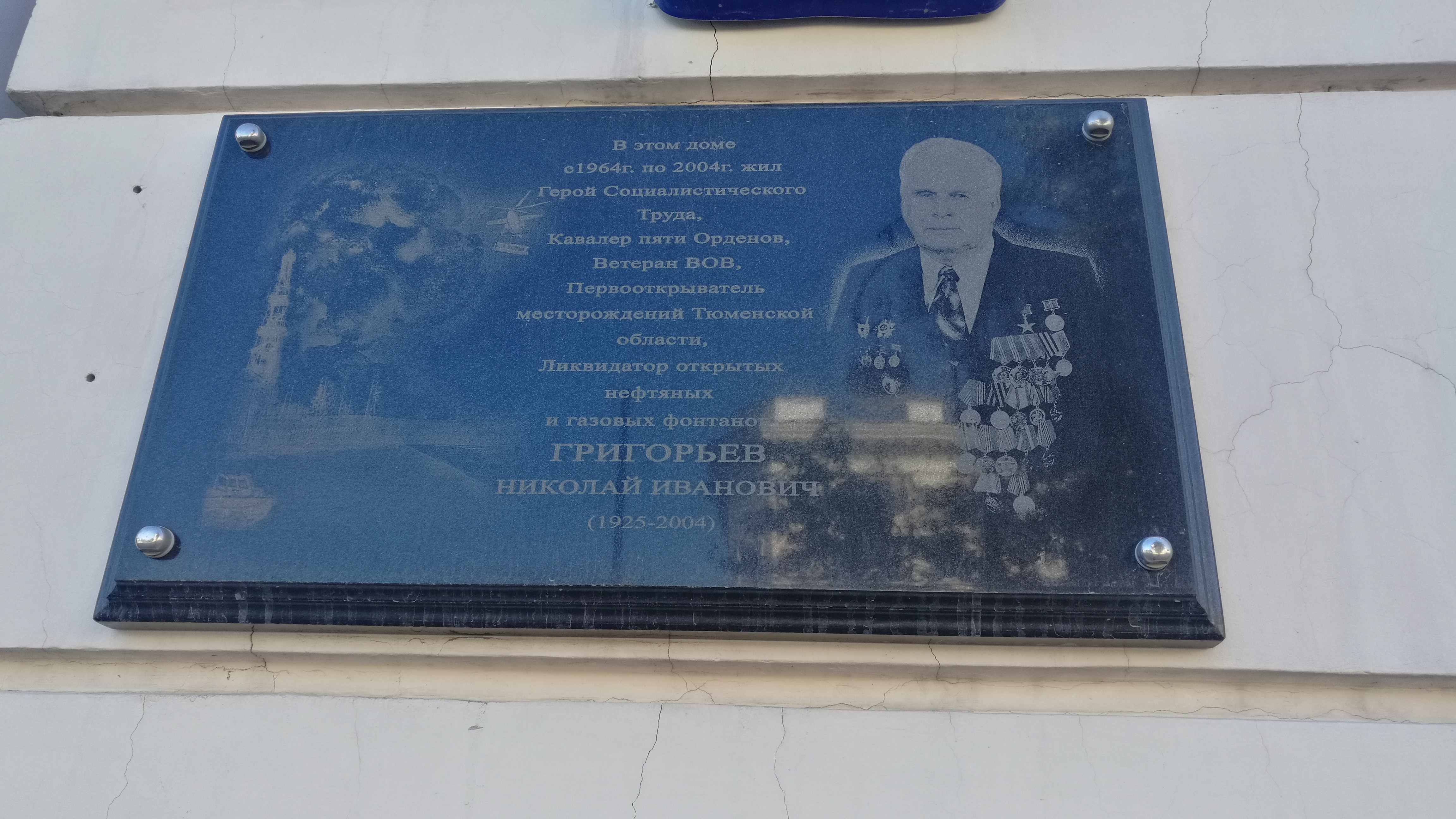
Памятная доска в Тюмени

- Орден Октябрьской Революции (1975);
- Орден Отечественной войны I степени (1985);
- Ордена Славы III степени (1944);
- 14 медалей;
- Знак «Первооткрыватель месторождения» (1965, Губкинское).